# Deshora
Deshora es una película en colores coproducción de Argentina, Colombia y Noruega dirigida por Bárbara Sarasola-Day  según su propio guion que se estrenó el 6 de febrero de 2014 y que tuvo como protagonistas a Luis Ziembrowski, Alejandro Buitrago y María Ucedo.

## Sinopsis
En una plantación de tabaco en el noroeste argentino, donde bien, Ernesto y Helena, que llevan casados muchos años, reciben la visita de Joaquín, el primo casi desconocido de ella, recién salido de una rehabilitación y se crea una situación de triángulo amoroso.

## Reparto
- Luis Ziembrowski ... Ernesto
- Alejandro Buitrago ... Joaquín
- María Ucedo ... Helena
- Danny Márquez Veleizán ... Gregorio
- Marta Lubos ... Estela
- Berta Serapio ... Isidora
- Guido Núñez ... Rengo
- Javier Flores Lescano ... Amigo de Ernesto
- Jorge Chamisa López ... Juez de riña
- Julieta Teruel ... Prostituta

## Comentarios
Adolfo C. Martínez en La Nación opinó:

”En… su primer largometraje, la directora… logró su propósito de crear un casi torturante clima en el que lo íntimo busca todo el tiempo sus fronteras. Sus personajes quedan así frente a un doble juego: lo que se comparte y lo que se preserva, lo aceptable y el tabú. Con una lograda fotografía de Lucio Bonelli, que logró imponer el necesario espíritu a la anécdota tanto en los interiores como en los exteriores, rodados en Salta, el elenco supo también construir con enorme naturalidad sus personajes. Luis Ziembrowski (excelente en su papel de hombre humillado), Alejandro Buitrago (el joven que descubre nuevos micromundos) y María Ucedo componen este trío que buscará, cada uno a su manera, la forma de salir indemnes de existencias que les impiden vivir en plenitud.”

Pablo Raimondi en Clarín escribió:

” La novel directora plasma, desde la artesanía de este drama de observación, una rica historia de secretos entre los protagonistas. La tensión flota en el aire, cada uno tira de una cuerda imaginaria como si fuese una cinchada. Y en el medio está Joaquín, quien cumple un rol entre enigmático y ambiguo, matizado por su, no tan casual, aspecto andrógino. Desde la contemplación, él sembrará dudas (y desafiará) los conflictos que se le crucen: se niega a disparar una escopeta o pregunta qué sucede si los gallos de riña no pelean. Navega en contra de la corriente. La abstracción es su arma, porque sabe que con el tiempo la explosión de situaciones será inevitable. Y comenzará a gatillarse la verdadera “cacería” humana. Deshora es un filme cuerpo a cuerpo donde la intimidad es un candado abierto por la llave del deseo. Las miradas penetran a los personajes. El sexo hará el resto. Los campos de tabaco, una laguna artificial y la espesura de la selva son bocanadas de aire fresco ante la erótica y sofocante situación en el interior de la finca. Un filme de contrastes. Un limbo.”